# フローヤFK
フローヤFK（ノルウェー語: Frøya Fotballklubb）は、ノルウェー、ソール・トロンデラーグ県のフローヤ島に本拠地を置くサッカークラブである。
1990年11月5日に、多目的スポーツクラブのフローヤIL，ナベルタIL，シストランダILが共同して誕生させた。
男子チームはノルウェーサッカーリーグ4部でプレーしている。1999年～2000年シーズン、2010年～2012年シーズンは3部（ファイル・プライリーガエン）でプレーした。